# Maksim Šuvalov
Maksim Alekseevič Šuvalov (in russo Максим Алексеевич Шувалов?, traslitterazione anglosassone Maxim Alexeyevich Shuvalov; Rybinsk, 23 aprile 1993 – Jaroslavl', 7 settembre 2011) è stato un hockeista su ghiaccio russo, scomparso nell'incidente aereo che ha coinvolto la Lokomotiv Jaroslavl', squadra della Kontinental Hockey League.

## Morte
Il 7 settembre 2011 Šuvalov è rimasto ucciso in un incidente aereo che coinvolse tutta la squadra. L'aereo sul quale viaggiava era diretto a Minsk per giocare la prima partita della stagione, con tutto lo staff della squadra al completo. Nell'incidente perirono tutti i giocatori che facevano parte del roster principale più quattro giocatori del settore giovanile del Lokomotiv.